# 维贝克·约翰森
维贝克·约翰森（挪威語：Vibeke Johnsen，1968年10月16日—），生于奥斯陆，挪威前女子手球运动员。她曾代表挪威国家队参加1988年夏季奥林匹克运动会手球比赛，获得一枚银牌。